# Зіммеринг
Зіммерінг (нім. Simmering) — одинадцятий район Відня. Приєднаний до міста в 1892 році.

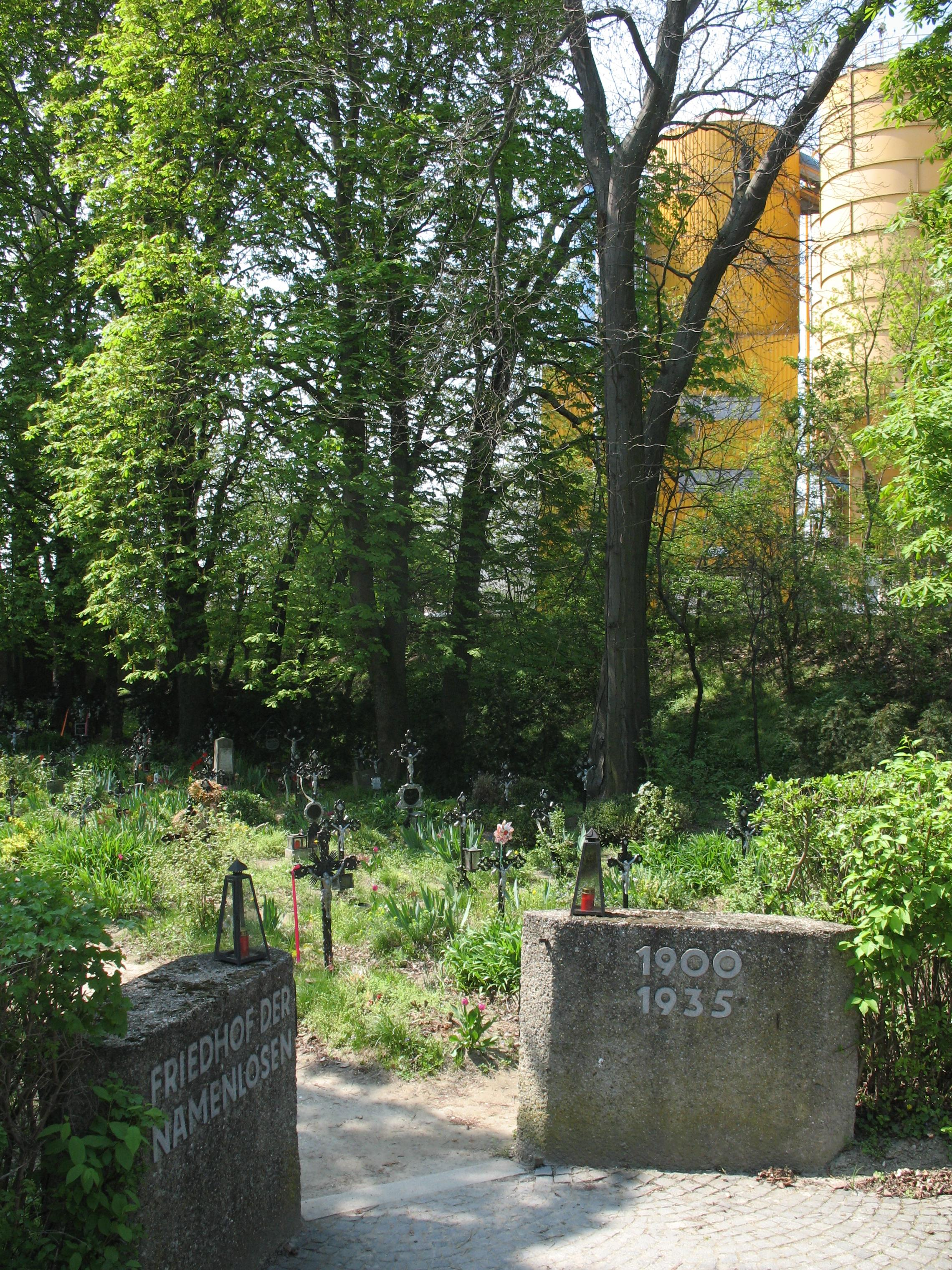
Цвинтар

Зіммерінг є індустріальним районом. Тут розташовано багато виробництв. В XIX столітті в Зіммерінгу вироблялася електрика для міської трамвайної системи. На початку і в середині XX століття тут вироблявся газ для міста. З цього часу залишилися Віденські газометри — 4 величезних 70-метрової висоти газгольдерів. У 2001 році вони були реконструйовані, і тепер є незвичайними на вигляд будівлями з квартирами, офісами, магазинами і кінотеатром. У районі розміщено колишній імператорський Замок Нойґебойде.
В Зіммерінгу знаходиться кінцева станція третьої лінії метро. Крім того, шосе A4, що веде в Віденський міжнародний аеропорт, починається в Зіммерінгу.

## Історія
Перші людські поселення датуються 1028 роком. У 1605 році був побудований пивоварний завод, який продовжував функціонувати понад 300 років. Зіммерінг залишався невеликим до 1860 року, коли було зведено житловий комплекс Rinnböckhäuser, який на той час був другим за величиною у Відні, що і призвело до швидкого зростання населення в районі.
Кайзерберсдорф (раніше відомий як Еберсдорф) був одним з перших поселень району і служив резиденцією для династії Ебендорфер. Імператор Священної Римської Імперії Максіміліан II часто полював у цій місцевості і збудував тут «Замок Нойґебойде» (нім. Schloss Neugebäude).
1 січня 1892 р. Зіммерінг, Кайзерберсдорф та деякі частини Кледерінгу, Швехату та Альберна були включені до Відня як 11-й округ.
Перші згадки про містечко Альберн датуються 1162 роком. У 1955 році за Декларацією про незалежність Австрії воно стало частиною Зіммерінгу.